# 8946 Yoshimitsu
8946 Yoshimitsu è un asteroide della fascia principale. Scoperto nel 1997, presenta un'orbita caratterizzata da un semiasse maggiore pari a 2,8778512 UA e da un'eccentricità di 0,1045921, inclinata di 2,02601° rispetto all'eclittica.